# Matías Moroni
Pour les articles homonymes, voir Moroni.

a Compétitions nationales et continentales officielles uniquement.

b Matchs officiels uniquement.
Dernière mise à jour le 08 Janvier 2025.
Matías Moroni, né le 29 mars 1991 à Buenos Aires, est un joueur international argentin de rugby à XV jouant au poste de centre ou d'ailier à Newcastle en Premiership, depuis 2022.

## Biographie
En début d'année 2016, il est retenu dans l'effectif de la franchise argentine des Jaguares jouant en Super Rugby. Il joue son premier match dans la compétition le 26 février de la même année, lors de la première journée de la saison 2016 de Super Rugby, contre les Sud-Africains des Cheetahs. Il est titulaire au centre, joue tout le match et voit son équipe s'imposer sur le score de 33 à 34. Pour sa première saison, il joue huit matchs et marque deux essais.
Quelques mois plus tard, il est convoqué en équipe d'Argentine de rugby à sept pour les Jeux olympiques 2016 à Rio de Janeiro. Durant le tournoi, il joue six matchs, marque quatre essais, et son pays termine sixième après avoir été éliminé en quart de finale par la Grande-Bretagne,.
Au cours de la saison 2019, les Jaguares terminent à la deuxième place du classement de la saison régulière puis se qualifie en demi-finale de la compétition pour la première fois de leur histoire après avoir battu les Néo-Zélandais des Chiefs en quarts de finale grâce notamment à un essai de Moroni à la 51e minute de jeu. En demi-finale, les Argentins battent largement les Brumbies et atteignent la finale pour la première fois où ils affrontent les Crusaders. Face à la franchise néo-zélandaise, Matías Moroni est titularisé et joue l'intégralité de la rencontre qui se termine par une défaite des siens 19 à 3,.
Avant le début de la saison 2020-2021, Matías Moroni quitte son pays natal pour l'Angleterre où il rejoint les Leicester Tigers,. Dès sa première saison, son club atteint la finale du Challenge européen. En finale face à Montpellier, il est titulaire au centre mais son équipe est battue d'un point 17 à 18,.
La saison suivante, en 2021-2022, Leicester est éliminé en quarts de finale de la Coupe d'Europe par les Irlandais du Leinster. Cependant en championnat, le club se qualifie jusqu'en finale où il affronte les Saracens. Pour cette rencontre, Matías Moroni est titulaire et joue 57 minutes avant d'être remplacé par Matt Scott. Son équipe s'impose en toute fin de match grâce à un drop de Freddie Burns.
À l'issue de cette saison, âgé de 31 ans, il s'engage avec les Newcastle Falcons pour deux saisons,.
En juillet 2023, il est sélectionné avec l'Argentine par Michael Cheika pour jouer le Rugby Championship 2023.

## Statistiques en équipe nationale
Lors de la coupe du monde 2015, Matías Moroni participe à quatre matchs, contre les Tonga, la Namibie, l'Irlande et  l'Afrique du Sud. Il marque un essai contre la Namibie et un essai contre l'Irlande.
| Année | Compétition         | Matchs | Points | Essais |
| ----- | ------------------- | ------ | ------ | ------ |
| 2014  | Test matchs         | 2      | 0      | 0      |
| 2015  | Rugby Championships | 1      | 0      | 0      |
| 2015  | Test matchs         | 1      | 0      | 0      |
| 2015  | Coupe du monde      | 4      | 10     | 2      |
| Total | Total               | 8      | 10     | 2      |

## Palmarès
- CUBA
  - Vainqueur du Championnat de l'URBA en 2013
  - Finaliste du Championnat de l'URBA en 2014

- Jaguares
  - Finaliste du Super rugby en 2019

- Leicester Tigers
  - Finaliste du Challenge européen en 2021
  - Vainqueur du Championnat d'Angleterre en 2022